# Faux Profil
Faux Profil (Perfil falso) est une série télévisée colombienne, créée par Pablo Illanes et mise en ligne le 31 mai 2023 sur la plateforme de streaming Netflix.
Le 13 juin 2023, Netflix renouvelle le feuilleton pour une deuxième saison.

## Synopsis
À Las Vegas, Camila rencontre grâce à une application le beau Fernando, qui se dit chirurgien plastique à Carthagène des Indes en Colombie. Voyant qu'ils commencent à éprouver des sentiments, Camila lui avoue avoir menti sur son profil : elle n'est pas infirmière mais danseuse de revue. Quand Fernando lui dit ne pas pouvoir se libérer pour la voir, elle décide de lui faire la surprise de le voir à Carthagène. Elle découvre que lui aussi a menti sur son profil…

## Distribution
- Carolina Miranda (VF : Kelly Marot) : Camila Román
- Rodolfo Salas (VF : Valéry Schatz) : Miguel Estévez / Fernando Castell
- Manuela González (es) (VF : Pamela Pavassard) : Ángela Ferrer, femme de Miguel
- Víctor Mallarino (es) (VF : Bernard Lanneau) : Pedro Ferrer, père d'Ángela et d'Adrián
- Mauricio Henao (VF : Nicolas Djermag) : Adrián Ferrer
- Lincoln Palomeque (VF : Tanguy Goasdoué) : David, chauffeur de taxi
- Felipe Londoño (VF : Jérémy Narcissot) : Cristóbal Balboa, compagnon d'Adrián
- Juliana Galvis (es) : Tina
- María Luisa Flores (VF : Marina Stéphan) : Sofía
- Juan Pablo Posada (es) : Luigi
- Julián Cañeque Cerati (es) (VF : Étienne Alix) : Inti
- Iván Amozurrutia (VF : Thibault Oleksiak) : Vicente
- Juanse Díez (VF : Antoine Escallon) : Lucas Estévez, fils de Miguel et Ángela
- Marcela Carvajal : Laura

## Production

### Développement
Pablo Illanes, le créateur du feuilleton, cherchait à retrouver le même succès que les séries colombiennes Pálpito et Ritmo salvaje. Il s'inspire de la pratique de la cyberimposture qui sévit sur les applications internet et les réseaux sociaux.

### Attribution des rôles
La Mexicaine Carolina Miranda, actrice révélée dans Señora Acero et rendue célèbre par Qui a tué Sara ?, et le Vénézuélien Rodolfo Salas y interprètent les rôles principaux. Le feuilleton compte également parmi ses interprètes l'Argentin Julián Cerati et le Colombien Mauricio Henao.

### Tournage
Le tournage a lieu à Las Vegas et à Carthagène des Indes, ainsi que sur la Péninsule de Baru.

### Fiche technique
Sauf indication contraire, les informations mentionnées dans cette section peuvent être confirmées par la base de données cinématographiques IMDb,  présente dans la section « Liens externes ».
- Titre français : Faux Profil
- Titre original : Perfil falso
- Création : Pablo Illanes
- Réalisation : Klych López Peña et Catalina Hernández
- Production : Federico Castillo, Silvia Durán et Cristina Echeverri
- Société de production : TeleColombia
- Société de distribution : Netflix
- Pays de production :  Colombie
- Langue originale : espagnol
- Format : couleur - format HDTV 1080i - son 5.1
- Genre : comédie romantique, drame
- Nombre de saisons : 2
- Nombre d'épisodes : 20
- Durée : 50 minutes
- Date de diffusion : 31 mai 2023 sur Netflix

## Épisodes
Le feuilleton se compose de deux saisons de dix épisodes.

### Liste des épisodes
1. En chair et en os
2. Panique au Paradis
3. La vérité à tout prix
4. A bout de souffle
5. De biens dangereuses images
6. Le secret de Red Velvet
7. Dans la gueule du loup
8. Obscure tentation
9. La nuit des bourreaux
10. Ne dis rien

### Saison 2
1. Le rêve défendu
2. Perdre le contrôle
3. Anatomie d'une obsession
4. L'homme qui n'existait pas
5. Aux rives du plaisir
6. La fille qui en savait trop
7. Il ou elle sait que tu es seule
8. A l'aveugle
9. La mort joue au golf
10. Le sang et l'espoir

## Accueil critique
D'après France Inter, le feuilleton qui « se retrouve en tête des contenus les plus visionnés en France et dans le monde » est « une machine à capter l’attention ».
Pour Elle, le feuilleton « s’apparente à un programme télévisé type télénovelas où histoires d’amour, mensonges, trahisons, suspens et érotisme se mêlent ».